# Miroslav Krleža

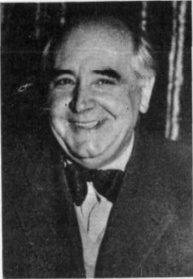
Miroslav Krleža, 1953.

Miroslav Krleža född 7 juli 1893  i Zagreb, död  29 december 1981 i Zagreb, var en kroatisk romanförfattare, poet och dramatiker. Ett lexikografiskt institut är uppkallat efter honom i hemlandet, Leksikografski zavod Miroslav Krleža.

## Biografi
Krleža blev 1911 antagen till militärakademin i Budapest. Vid två tillfällen rymde han därifrån till Serbien. Han degraderades och sändes vid första världskrigets utbrott till Östfronten.

## Litterär verksamhet
Krležas verkförteckning är enorm. Olika beräkningar visar på mellan 50 och 80 volymer av hans samlade verk. Det innehåller utöver vanliga litterära genrer också mer atypiska eller marginella texttyper som exempelvis lexikografi, brev i olika ämnen, reseskildringar med mera. Hans tidiga verk uppvisar tydliga influenser från skandinaviska dramatiker som Ibsen och Strindberg samt från den tyske filosofen Friedrich Nietzsche. Senare blev Krleža tydligt påverkad av Karl Kraus och Rainer Maria Rilke, tillsammans med Marcel Prousts romankonst. Fastän han ofta visade sin avsky för Fjodor Dostojevskij, lämnade den ryske författaren ändå spår i Krležas egna såväl romaner som dramer. Dessa visar också tecken på inflytande från både impressionism och expressionism, två stilriktningar som var förhärskande i tyskspråkiga områdena under 1900-talets första två decennier.

### Romaner
En av Krležas romaner heter på kroatiska Na rubu pameti, på svenska Utan mig. Ett annat känt verk är Povratak Filipa Latinovicza (Filip Latinoviczs återkomst), svensk titel Återkomsten. Det är en berättelse som handlar om en kroatisk konstnär som återvänder till Kroatien för att göra upp med sin barndoms trauman. Två andra romaner är Banket u blitvi (Banketten i spenat) och Hrvatski bog Mars (Den kroatiska guden Mars).

### Poesi
Krležas största poetiska prestation är utan tvivel den visionära diktsamlingen Balade Petrice Kerempuha ["Ballader av Petrica Kerempuh"] (1936). Författaren förberedde sig väl innan han skrev den. Hans huvudkälla var Belostenecs ”Gazofilacij” (en kroatisk-latinsk/latinsk-kroatisk ordbok där Belostenec samlade de tre dialekter som finns i Kroatien, med fokus på den kajkaviska dialekten, men även en rad kroatiska författare som skrivit på kajkavisk dialekt, Vramac, Pergošić, Habdelić i Brezovački med flera. Krleža skapade sitt eget språk i dessa ballader, ett språk som ingen förut använt sig av, varken i tal eller skrift. Det är ett perfekt hybridspråk vars grund utgörs av det kajkaviska idiomet men som också innehåller latinska, ungerska, tyska, italienska samt element av štokaviska. De flesta dikterna domineras av rösten och visionen hos den kroatiske och plebejiske "profeten" Petrica Kerempuh, som representerar den socialt och nationellt förtryckta folkliga kroatismen. Det finns många olika teman, men bilder av blod, plågor och förödelse blandar sig med svek och högförräderi.
Ett annat diktverk är "Planetarijom". Det är en lång dikt som sammanfattar alla de viktigaste kroatiska myterna och karaktärerna från de senaste 500 åren, från strider med turkarna till Starčević, från Križanić och Gundulić till Strossmayer.

### Dramatik
Miroslav Krleža ägnade en stor del av sitt skrivande åt dramatiken, vilket inte är förvånande med tanke på hans ungdomsfascination för dramer (särskilt skandinaviska) och hans engagemang (genom umgängeslivet, äktenskapet och bekanta) i den teatermiljö som ständigt lockade honom. 
Fastän det finns olika indelningar av Krležas dramatiska verk, är det uppenbart att den tidigare fasen (dramerna Kungens dag (kro. Kraljevo), 1918, Christofer Columbus, 1918, Michelangelo Buonarrotti, 1919) domineras av en prometheisk-titanisk världsbild, uttryckt genom heroiska vitalister, men även av groteska farser med masscener. Själva scenmanuskriptet är påverkat av de första tyska expressionisterna, eller till och med föregår dem.
I den andra perioden av Krležas dramatik skriver han pjäser fyllda av aktiv handling i vilka han använder vissa expressionistiska metoder, vars funktion dock är att på ett realistiskt sätt skildra det sociala och nationella tumultet under de sista dagarna av Österrike-Ungern och grundandet av en ny stat. Den perioden omfattar dramerna Galicien (1922), Golgata (1922) och Vučjak (1923). 
Den tredje perioden av Krležas dramatiska produktion är också den mest kända: i trilogin om familjen Glembay återvänder författaren till de skandinaviska naturalistisk-symbolistiska förebilderna från sin ungdom. Trilogin skildrar magnatfamiljen Glembays nedgång och upplösning och består av dramerna I vånda (kro. U agoniji, 1928), Herrarna Glembay (kro. Gospoda Glembajevi, 1928) samt Leda (1932).
Krležas dramatik efter andra världskriget består av flera pjäser, varav de mest kända är Aretej (1959) och Salome (1963) - två dramer med fantastiska inslag (en blandning av rumsliga och tidsmässiga nivåer, situationer och roller) som problematiserar politik, krig och historia, och försöker att upptäcka meningen med livet genom upprepningen av mönster för mänskligt beteende genom historien. Fastän det är krävande att framföra Aretej, är pjäsen, i regi av Georgij Paro, en av de viktigaste teaterföreställningarna på Dubrovniks sommarfestival.

## Verk på svenska
- Återkomsten (Povratak Filipa Latinovicza) (översättning Christina Gartz, Bonnier, 1963)
- Begravning i Theresienburg och andra noveller (översättning Gun Bergman [m.fl.], Bonnier, 1971)
- Utan mig (Na rubu pameti) (översättning Adolf Dahl, Tiden, 1982)